# Toby Keith

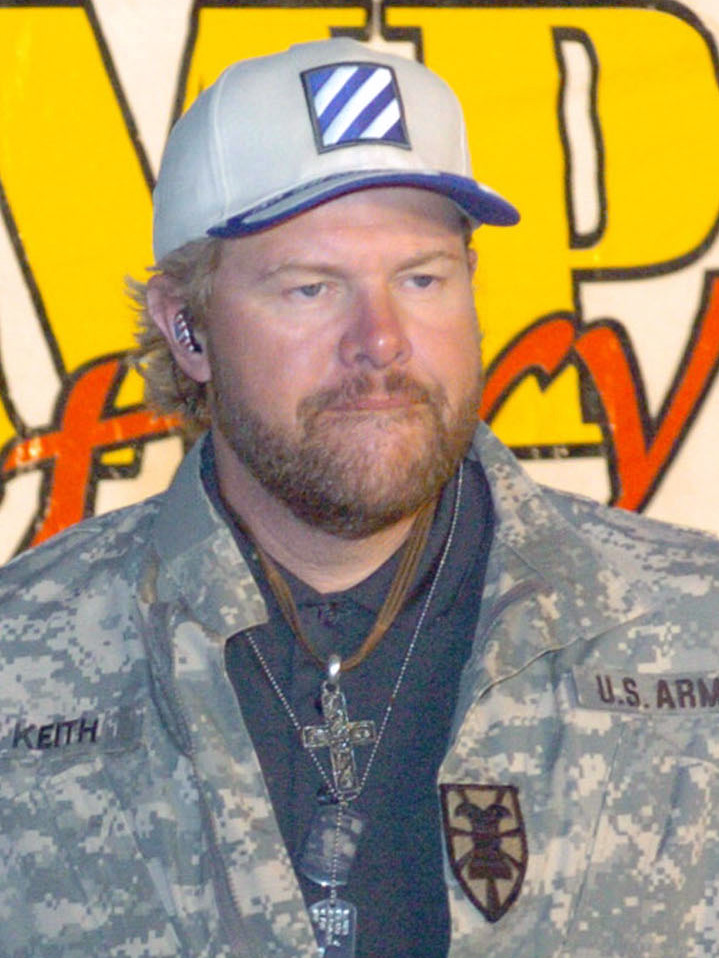
Toby Keith (2007)

Toby Keith Covel (* 8. Juli 1961 in Clinton, Oklahoma; † 5. Februar 2024) war ein US-amerikanischer Country-Sänger und Schauspieler. Seinen Durchbruch hatte er 1993 mit dem Song Should’ve Been a Cowboy. Er konnte sich mit 65 Singles in den Country-Charts platzieren, davon waren 20 Nummer-eins-Hits, darunter Courtesy of the Red, White, & Blue (The Angry American) (2002), Beer for My Horses (2003 im Duett mit Willie Nelson), As Good as I Once Was (2005) und Made in America (2011). Keith hat 21 Studioalben veröffentlicht und gehört mit rund 55 Millionen verkauften Tonträgern zu den erfolgreichsten Sängern seines Genres. 

## Karriere

### Anfänge
Toby Keith kam erstmals im Restaurant seiner Großmutter, wo gelegentlich Country-Bands auftraten, mit Musik in Berührung. Sein Hauptinteresse aber galt zunächst dem American Football und dem Rodeoreiten. Nach dem Schulabschluss nahm er einen Job in der Ölindustrie an. In seiner Freizeit spielte er Football und befasste sich mit Country-Musik. Er gründete die Easy Money Band, die in der lokalen Clubszene auftrat.
Nach einigen Jahren verlor er seinen Job und versuchte zunächst, mit Football Geld zu verdienen. 1984 beschloss er, sich ganz auf die Musik zu konzentrieren. Bei einem kleineren Label veröffentlichte er einige Platten und spielte Demo-Bänder ein. Der Produzent Harold Shedd wurde aufmerksam und nahm ihn für Mercury Records unter Vertrag.

### Country-Erfolge
Sein Debütalbum Toby Keith erschien 1993 und verkaufte sich mehr als zwei Millionen Mal. Die ausgekoppelte Single Should’ve Been a Cowboy erreichte Platz 1 der Country-Charts; weitere Songs schafften es in die Top 10. Gemeinsam mit seinem Produzenten wechselte er zum Mercury-Ableger Polydor. Hier wurde 1994 das Album Boomtown eingespielt, das ähnlich erfolgreich wie sein Vorgänger war. 1996 kehrte er zu Mercury zurück und hatte dort mit Me Too einen weiteren Nummer-eins-Hit.

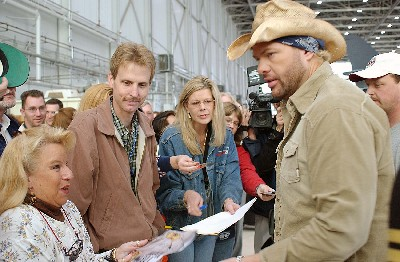
Toby Keith (2003)

Ein Jahr später wechselte er den Produzenten. Betreut von James Stroud hielt seine Erfolgsserie an. Ende 1999 wurde das Album How Do You Like Me Now? veröffentlicht. Die gleichnamige Single war sein vierter Country-Nummer-eins-Hit und hielt fünf Wochen die Spitzenposition. Die Academy of Country Music wählte How Do You Like Me Now? zum Album des Jahres und zeichnete ihn als besten Sänger aus.
Mit Pull My Chain erreichte er 2001 erstmals auch die Spitze der Country-Albumcharts. Das Album brachte drei Nummer-eins-Singles hervor, von 2000 bis 2002 kamen sieben Singles in Folge auf Platz 1 der Country-Charts.

### Kontroversen
2002 veröffentlichte er das Album Unleashed, das mit Courtesy of the Red, White and Blue (The Angry American) einen Song über die Terroranschläge vom 11. September 2001 enthielt. Kritiker warfen Keith vor, damit den Afghanistan-Krieg zu feiern und die Grenze zwischen Vaterlandsliebe und „Hurra-Patriotismus“ überschritten zu haben.
Angefacht wurde die Kontroverse um das Lied durch eine Ausladung zur Fernsehshow am Unabhängigkeitstag durch den Sender ABC, der unerfüllbare Forderungen von Keith als Grund nannte. Von anderer Seite wurde Keith offen kritisiert. Die Sängerin der Dixie Chicks, Natalie Maines, trug beispielsweise anlässlich einer Fernsehshow ein Shirt mit der Aufschrift „F.U.T.K“, was „Fuck You, Toby Keith“ bedeutete. Dies war eine Reaktion darauf, dass Toby Keith ein manipuliertes Foto als Hintergrundmotiv bei einem Konzert verwendet hatte, das Maines und Saddam Hussein zusammen zeigte. Allerdings wurde das Album sein bis dahin größter Erfolg, und Keith führte damit erstmals die Country-Charts und ebenso die Billboard-200-Verkaufscharts an.
Trotz seiner Unterstützung des Kriegskurses von Präsident George W. Bush bezeichnete sich Keith selbst lange Zeit als Demokrat. So enthält dasselbe Album ein Duett mit dem als linksliberal geltenden Willie Nelson, Beer for My Horses, das mit sechs Wochen auf Platz 1 der Country-Charts und Platz 22 der Pop-Charts seine erfolgreichste Single wurde. Das Album verkaufte sich über vier Millionen Mal und wurde mit 4-fach-Platin ausgezeichnet.

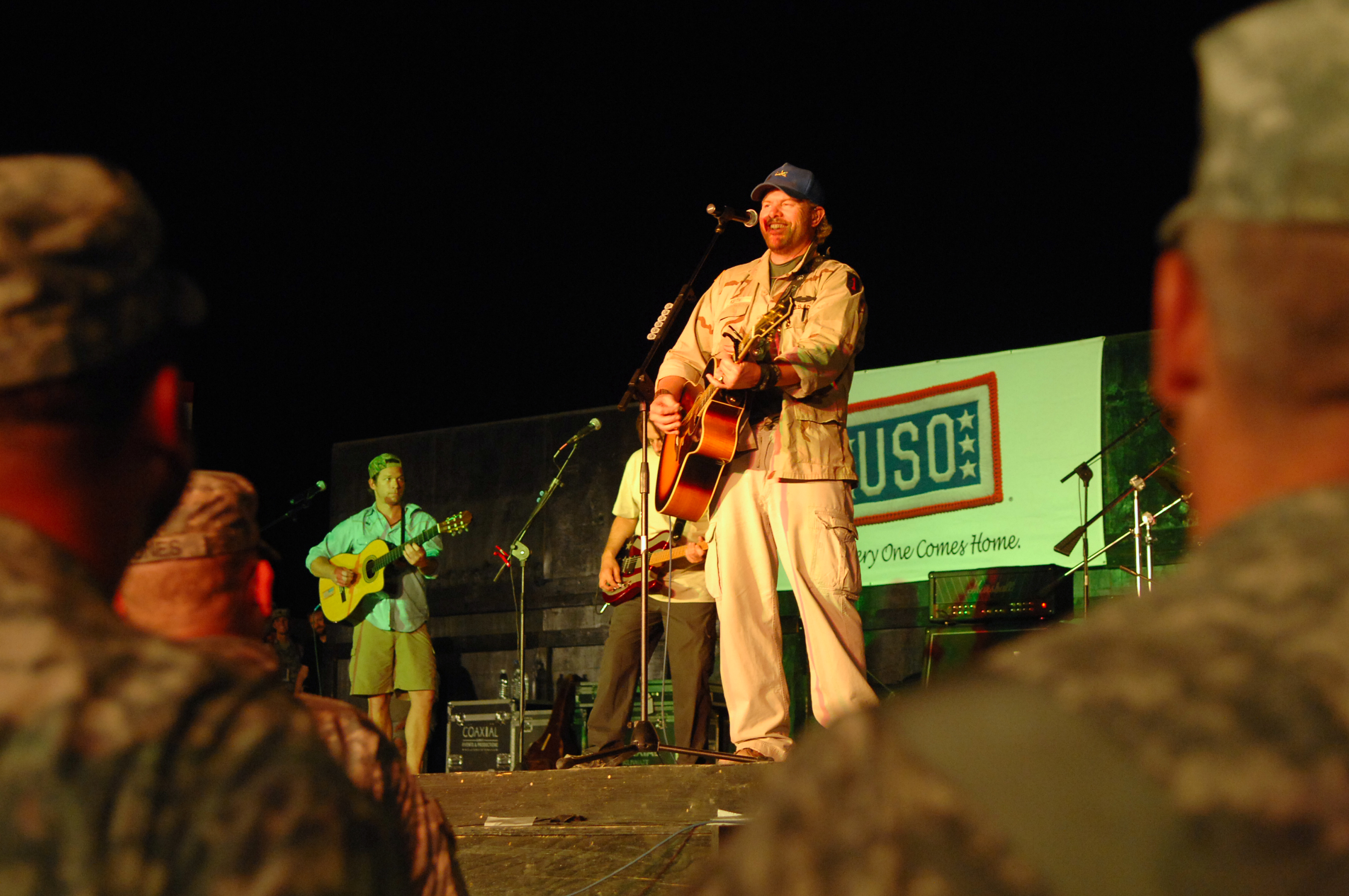
Keith bei einem Auftritt vor US-Soldaten im Irak (2008)

Ein besonderes Anliegen von Keith war die Unterstützung der US-Soldaten, und er trat jedes Jahr vor den Truppen im Ausland auf. Das Nachfolgealbum Shock’n Y’All enthält mit American Soldier ein speziell den Soldaten im Kriegseinsatz gewidmetes Lied. Shock’n Y’All ist eine Anspielung auf Shock and Awe. Zusammen mit Courtesy of the Red, White and Blue (The Angry American) bildete es in der Folge den Abschluss bei seinen Konzerten. Die Single wurde, wie die beiden anderen Albumauskopplungen I Love This Bar und Whiskey Girl mit Gold ausgezeichnet. Das Album konnte die Nummer-eins-Platzierungen des Vorgängers in Country- und Popcharts wiederholen; es erreichte wieder hohe Verkaufszahlen und wurde ebenfalls mit 4-fach-Platin ausgezeichnet. Im selben Jahr wurde er von der Academy of Country Music zum „Entertainer des Jahres“ gekürt. Keith sang im Januar 2017 bei Donald Trumps erster Amtseinführung.

### Neue Wege

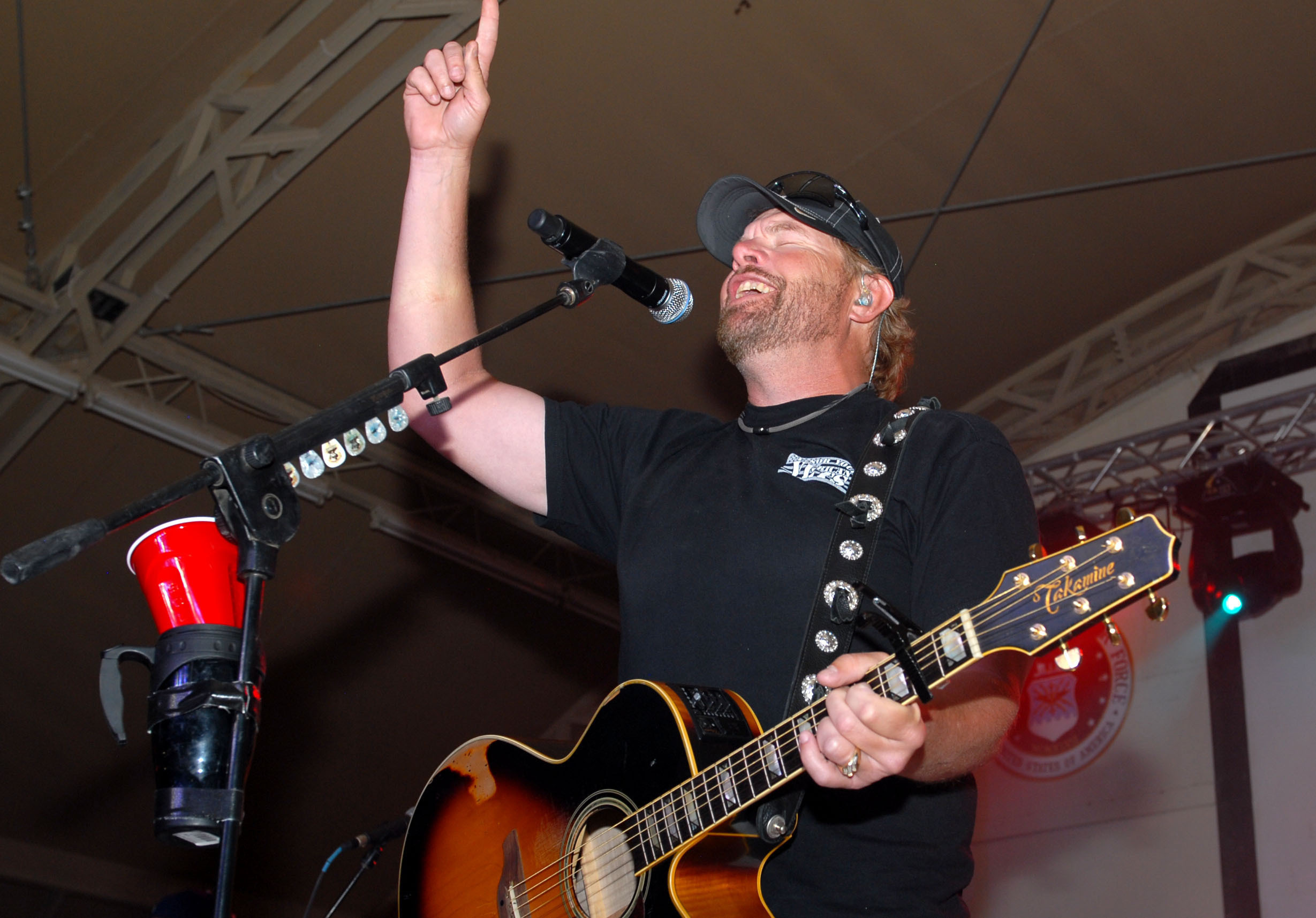
Toby Keith (2012)

Nach dem 2005er Album Honkytonk University, einem weiteren Country-Charts-Spitzenreiter, endete die seit 1999 andauernde Zusammenarbeit mit dem Label Dreamworks, das eingestellt wurde. Daraufhin gründete Keith sein eigenes Label Show Dog Nashville, bei dem das nächste Album White Trash with Money erschien. Nachdem Keith ab 2003 bereits dreimal in Fernsehserien aufgetreten war, drehte er 2006 einen Spielfilm mit dem Titel Broken Bridges, in dem er die Hauptrolle des Country-Musikers Bo Price spielt.
Im Jahr darauf erschien mit Big Dog Daddy sein erstes selbstproduziertes Album. Zum dritten Mal führte er damit sowohl die Country-Charts als auch die Billboard 200 an. Nach That Don’t Make Me a Bad Guy aus dem Jahr 2008 erschien 2009 das Album American Ride. Mit der gleichnamigen Single stand er zum 18. Mal auf Platz 1 der Country-Single-Charts. Insgesamt hat Keith über 30 Millionen Alben verkauft.
Im Oktober 2009 wurde er von der Nashville Songwriters Association International als Songwriter/Artist of the Decade ausgezeichnet. Im Monat darauf ging er erstmals auch auf Europatournee, wo er vor allem in Großbritannien und Nordeuropa auftrat. Sein Vermögen wurde auf 320 Millionen US-Dollar geschätzt.

### Tod
Toby Keith starb am 5. Februar 2024 im Alter von 62 Jahren nach einer langjährigen Magenkrebs-Erkrankung, über die er 2022 auch öffentlich sprach. Er hinterließ eine Frau und drei Kinder.

## Diskografie
Studioalben

| Jahr | Titel Musiklabel                                          | Höchstplatzierung, Gesamtwochen, AuszeichnungChartplatzierungen (Jahr, Titel, Musiklabel, Platzierungen, Wochen, Auszeichnungen, Anmerkungen) | Höchstplatzierung, Gesamtwochen, AuszeichnungChartplatzierungen (Jahr, Titel, Musiklabel, Platzierungen, Wochen, Auszeichnungen, Anmerkungen) | Anmerkungen                              |
| Jahr | Titel Musiklabel                                          | US | Country | Anmerkungen                              |
| ---- | --------------------------------------------------------- | --- | --- | ---------------------------------------- |
| 1993 | Toby Keith Mercury                                        | US99 Platin · (62 Wo.)US | Country17 (97 Wo.)Country | Erstveröffentlichung: 20. April 1993     |
| 1995 | Boomtown Polydor                                          | US46 Platin · (30 Wo.)US | Country8 (55 Wo.)Country | Erstveröffentlichung: 27. September 1995 |
| 1995 | Christmas to Christmas Polydor                            | — | — | Erstveröffentlichung: 17. Oktober 1995   |
| 1996 | Blue Moon A&M                                             | US51 Platin · (18 Wo.)US | Country6 (59 Wo.)Country | Erstveröffentlichung: 16. April 1996     |
| 1997 | Dream Walkin’ Mercury                                     | US107 Gold · (12 Wo.)US | Country8 (65 Wo.)Country | Erstveröffentlichung: 24. Juni 1997      |
| 1999 | How Do You Like Me Now?! Dreamworks                       | US56 Platin · (92 Wo.)US | Country9 (104 Wo.)Country | Erstveröffentlichung: 2. November 1999   |
| 2001 | Pull My Chain Dreamworks                                  | US9 ×2Doppelplatin · (66 Wo.)US | Country1 (104 Wo.)Country | Erstveröffentlichung: 28. August 2001    |
| 2002 | Unleashed Dreamworks                                      | US1 ×4Vierfachplatin · (104 Wo.)US | Country1 (104 Wo.)Country | Erstveröffentlichung: 6. August 2002     |
| 2003 | Shock’n Y’All Dreamworks                                  | US1 ×4Vierfachplatin · (66 Wo.)US | Country1 (104 Wo.)Country | Erstveröffentlichung: 4. November 2003   |
| 2005 | Honkytonk University Dreamworks                           | US2 Platin · (39 Wo.)US | Country1 (59 Wo.)Country | Erstveröffentlichung: 17. Mai 2005       |
| 2006 | White Trash with Money Show Dog Nashville/Universal       | US2 Platin · (40 Wo.)US | Country2 (72 Wo.)Country | Erstveröffentlichung: 11. April 2006     |
| 2007 | Big Dog Daddy Show Dog Nashville/Universal                | US1 Gold · (28 Wo.)US | Country1 (48 Wo.)Country | Erstveröffentlichung: 12. Juni 2007      |
| 2007 | A Classic Christmas Show Dog Nashville/Universal          | US23 (11 Wo.)US | Country8 (11 Wo.)Country | Erstveröffentlichung: 16. Oktober 2007   |
| 2008 | That Don’t Make Me a Bad Guy Show Dog Nashville/Universal | US5 Gold · (33 Wo.)US | Country1 (76 Wo.)Country | Erstveröffentlichung: 28. Oktober 2008   |
| 2009 | American Ride Show Dog Nashville/Universal                | US3 Gold · (28 Wo.)US | Country1 (69 Wo.)Country | Erstveröffentlichung: 6. Oktober 2009    |
| 2010 | Bullets in the Gun Show Dog Nashville/Universal           | US1 Gold · (21 Wo.)US | Country1 (62 Wo.)Country | Erstveröffentlichung: 5. Oktober 2010    |
| 2011 | Clancy’s Tavern Show Dog Nashville/Universal              | US5 Gold · (43 Wo.)US | Country1 (77 Wo.)Country | Erstveröffentlichung: 25. Oktober 2011   |
| 2012 | Hope on the Rocks Show Dog Nashville/Universal            | US6 (16 Wo.)US | Country3 (49 Wo.)Country | Erstveröffentlichung: 30. Oktober 2012   |
| 2013 | Drinks After Work Show Dog Nashville/Universal            | US7 (11 Wo.)US | Country3 (19 Wo.)Country | Erstveröffentlichung: 29. Oktober 2013   |
| 2015 | 35 Mph Town Show Dog Nashville/Universal                  | US14 (3 Wo.)US | Country2 (16 Wo.)Country | Erstveröffentlichung: 9. Oktober 2015    |
| 2021 | Peso in My Pocket Show Dog Nashville/Universal            | — | — | Erstveröffentlichung: 15. Oktober 2021   |

## Die bedeutendsten Auszeichnungen
| Jahr | Org.      | Award                              | Titel                    |
| ---- | --------- | ---------------------------------- | ------------------------ |
| 2000 | ACM       | Album of the Year                  | How Do You Like Me Now?! |
| 2000 | ACM       | Top Male Vocalist                  |                          |
| 2001 | CMA       | Male Vocalist of the Year          |                          |
| 2002 | ACM       | Entertainer of the Year            |                          |
| 2002 | Billboard | Country Singles Artist of the Year |                          |
| 2003 | ACM       | Album of the Year                  | Shock’n Y’ All           |
| 2003 | ACM       | Entertainer of the Year            |                          |
| 2003 | ACM       | Top Male Vocalist                  |                          |
| 2003 | ACM       | Video of the Year                  | Beer for My Horses       |
| 2009 | NSAI      | Songwriter/Artist of the Decade    |                          |

## Filmografie (Auswahl)
- 2006: Broken Bridges
- 2008: Beer for My Horses